# Peter Jamvold
Peter Krefting Jamvold (Løten, 27 agosto 1896 – Oslo, 4 giugno 1962) è stato un velista norvegese, vincitore della medaglia d'oro nella classe 10 metri (regole 1907) a Anversa 1920 a bordo dell'imbarcazione Eleda.
Era il cugino di Gunnar Jamvold, anche lui velista.

## Palmarès
- Giochi olimpici

Anversa 1920: oro nella classe 10 metri (regole 1907).